# Limite estremo
Limite estremo (Boiling Point) è un film del 1993, diretto da James B. Harris ed interpretato da Wesley Snipes, Dennis Hopper e Viggo Mortensen

## Trama
Rudolph "Red" Diamond è un piccolo truffatore appena uscito di prigione, che convince il giovane Ronnie, anche lui appena uscito dal carcere, a seguirlo nelle sue imprese. Red fa uccidere a Ronnie un agente federale sotto copertura, dicendogli che è un malvivente senza importanza, per rapinarlo di circa 10.000 dollari. Red è alla disperata ricerca di soldi in quanto deve restituire al boss mafioso Tony Dio un'ingente somma di denaro. Gli agenti Mercer e Brady, colleghi dell'agente ucciso, cominciano un'indagine privata per riuscire a trovare l'assassino del loro collega. Nonostante la mancanza di scrupoli, Red è un personaggio particolare, quasi romantico, che sembra uscito da un vecchio film noir: non a caso egli ama frequentare il Palace, una sala da ballo dove viene eseguito il repertorio classico degli anni '40, ed è ancora teneramente innamorato dell'ex moglie Monica. Le vite di Red e dell'agente Mercer si intersecano l'una all'altra, grazie alla comune amicizia con la prostituta Vikki Dunbar, ignara del fatto che il secondo stia cercando il primo. Red cerca di spacciare banconote false realizzate anni prima da un falsario ora in prigione, e questo mette l'agente Mercer sulle sue tracce; non riuscendo a coinvolgere l'avvocato Waxman, noto riciclatore di denaro sporco, nei suoi progetti, Red si vede costretto a convincere Ronnie a uccidere Tony Dio. Fatto questo, con Mercer e Brady ormai alle costole, i protagonisti convergono verso il Palace, dove la vicenda avrà il suo epilogo.